# 德国未来奖
德国未来奖（德語：Deutscher Zukunftspreis）是授予艺术、经济科学、科技、工程科学或自然科学领域最杰出贡献的奖项，应用和市场转化、增加工作岗位以及创新也被考虑。德国未来奖1997年起每年由德国联邦总统颁发，奖金额为25万欧元。